# غاري باتل
غاري باتل (بالإنجليزية: Garry Battle)‏ هو لاعب كرة قدم أمريكية أمريكي، ولد في 17 سبتمبر 1985 في فاييتفيل في الولايات المتحدة.